# Парлађеле (Мехединци)
Парлађеле (рум. Pârlagele) насеље је у Румунији у округу Мехединци у општини Балванешти. Oпштина се налази на надморској висини од 255 m.

## Становништво
Према подацима из 2002. године у насељу је живело 465 становника, од којих су сви румунске националности.